# Ommatius dignus
Ommatius dignus är en tvåvingeart som beskrevs av Scarbrough 2000. Ommatius dignus ingår i släktet Ommatius och familjen rovflugor. Inga underarter finns listade i Catalogue of Life.